# Védaná
Védaná (pálí i sanskrt) znamená „cítění“ nebo „pocit“. Je důležitým pojmem v buddhistické psychologii, kde označuje jednu z pěti skupin jevů, ze kterých se skládají bytosti. Lze ji rozdělit do pěti tříd (pojmy jsou uváděny v jazyku pálí, není-li uvedeno jinak):
1. sukha – tělesný příjemný pocit
2. dukkha – tělesný nepříjemný pocit (bolest)
3. somanassa – mentální příjemný pocit (štěstí)
4. domanassa – mentální nepříjemný pocit (smutek, strach, různé fobie a neurózy)
5. upekkhá – neutrální pocit (nezaměňovat se stejným termínem pro vyrovnanou mysl, která patří pod mentální formace)

Zrakové, sluchové, čichové a chuťové vědomí je samo o sobě vždy spojeno s neutrálním pocitem, případné příjemné a nepříjemné pocity vznikají až sekundárně.
Podle théravádové Abhidhammy je smutek (domanassa) vždy sdružen s odporem a antipatií (dosa), a proto je karmicky neprospěšný.
Je také jedním z článků řetězu podmíněného vznikání, podle kterého žádostivost jako příčina utrpení vzniká jako reakce na příjemné a nepříjemné pocity. Proto je védaná velmi důležitá. Bdělým pozorováním pocitů lze postupně nahlédnout jejich pomíjivost a neuspokojivost a vyvarovat se vzniku žádostivostí a odporu.